# Jardín del Cierzo
El Jardín del Cierzo fue un espacio verde de estilo renacentista, enclavado al norte del Real Alcázar de Madrid.

## Historia
El jardín se formó en el marco de las reformas emprendidas por Carlos I en el Alcázar de Madrid. El monarca creó tanto este jardín como una reforma de la fachada norte del Alcázar que era inmediata a este.
En julio de 1562, tras el acceso al trono de Felipe II, el monarca mandó a Juan Bautista de Toledo rediseñar el jardín al gusto renacentista y cerrar con cristales la galería del cierzo.

## Descripción
El jardín se localizaba a los pies de la mitad oeste de la fachada norte del Alcázar. Desde 1562, el jardín tomó un estilo renacentista dentro de las reformas de Felipe II.
Originalmente, se encontraba flanqueado al este y al oeste por la vieja muralla de Madrid.

### Individuales
1. ↑  Blanco, José J. Rivera (1984). Juan Bautista de Toledo y Felipe II: la implantación del clasicismo en España. Universidad de Valladolid, Secretariado de Publicaciones. p. 224. ISBN 978-84-86192-29-7. Consultado el 30 de octubre de 2023.
2. ↑  Collantes de Terán Sánchez, Antonio (1999). «El alcázar, sede del Gobierno de la Monarquía». El oro y la plata de las Indias en la época de los Austrias : [exposición], 1999, ISBN 84-923886-4-1, págs. 497-512 (Fundación ICO): 497-512. ISBN 978-84-923886-4-6. Consultado el 29 de octubre de 2023.